# Santiago-Pontones
Santiago-Pontones is een gemeente in de Spaanse provincie Jaén in de regio Andalusië met een oppervlakte van 683 km². Santiago-Pontones telt 3.229 inwoners (1 januari 2016).
In de deelgemeente Fuente Segura ontspringt de rio Segura.  Het water stroomt uit een natuurlijke grot, die zich 1413 meter boven de zeespiegel bevindt.